# WWE Draft (2009)

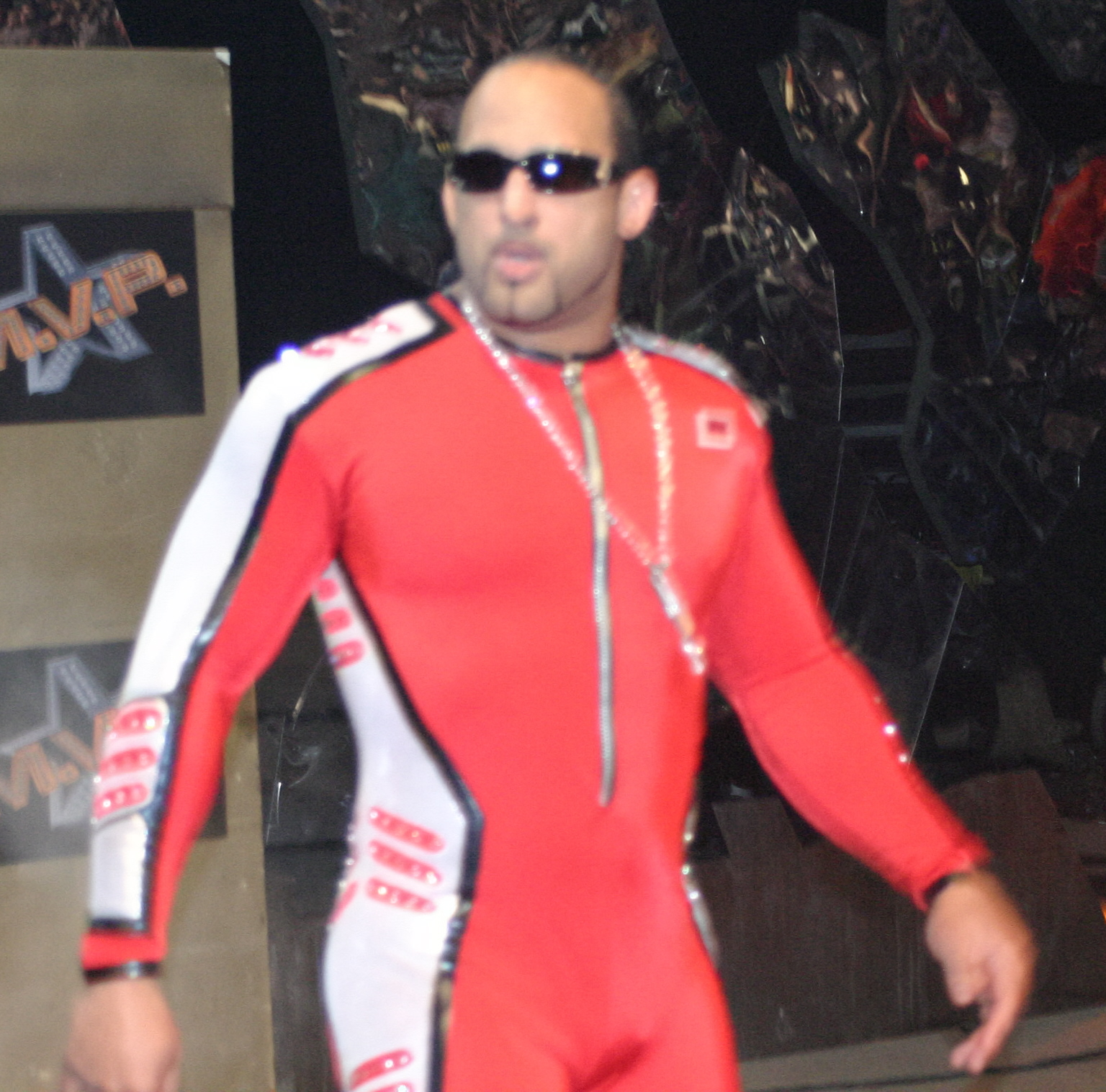
Montel Vontavious Porter foi o primeiro selecionado no WWE Draft de 2009.

O 2009 World Wrestling Entertainment (WWE) Draft foi o sétimo Draft produzido pela WWE. O Draft acontece em dois dias: o primeiro em um show televisionado em 13 de abril; o segundo, o "Draft Suplementar", aconteceu em 15 de abril. O primeiro dia de transferências aconteceu no Raw na USA Network e o Draft Suplementar foi disponibilizado na internet, no website oficial da empresa. A parte televisionada aconteceu em Atlanta, Georgia na Philips Arena. O Draft de 2009 marcou a terceira vez que as brands Raw, SmackDown, e ECW participatam; lutadores, general managers e comentaristas poderiam ser transferidos. Na parte televisionada, lutas determinaram quais brands receberiam seleções aleatórias. Durante o Draft Suplementar, todas as seleções foram aleatórias.
Ao fim, ocorreram 36 seleções, o maior número desdo primeiro Draft em 2002 (que teve um total de 57 seleções). Doze seleções ocorreram ao vivo na televisão; cinco para o Raw, quatro para o SmackDown, e um para a ECW. Todos os transferidos foram lutadores: 28 lutadores (10 na televisão) e 8 lutadoras (2 na televisão). Raw obteve a primeira seleção após o representante da brand vencer uma luta, o que resultou na aquisição do Campeão dos Estados Unidos Montel Vontavious Porter do SmackDown. Campeã Feminina Melina do Raw foi a primeira aquisição do Raw. A única seleção televisionada da ECW foi Vladimir Kozlov do SmackDown. Além disso, o Campeão da WWE Triple H foi transferido do Raw para o SmackDown, resultando na brand perder seu título mundial. Ao fim, as últimas seleções foram o Campeão Intercontinental Rey Mysterio do Raw para o SmackDown, e a Campeã das Divas Maryse pro Raw.
No Draft Suplementar, Mr. Kennedy, que havia ferido seu ombro, foi transferido do SmackDown pro Raw como a primeira seleção suplementar. SmackDown obteve Shad Gaspard do Raw como sua primeira seleção suplementar. Ezekiel Jackson foi a primeira seleção da ECW. Unified WWE Tag Team Championship|Campeões Unificados de Duplas The Colóns (Carlito e Primo) foram transferidos do SmackDown para o Raw. Brie Bella (do SmackDown para o Raw), Charlie Haas (do Raw para o SmackDown), e Hurricane Helms (do SmackDown para a ECW) foram as últimas seleções suplementares.

## Antes do Draft
Pelo seu website em 11 de fevereiro, a WWE anunciou que o Draft ocorreria em 13 de abril na Philips Arena em Atlanta, Geórgia. Todos lutadores, general managers e comentaristas poderiam ser transferidos. Um Draft Suplementar foi anunciado para 15 de abril. Foi anunciado durante o programa televisionado que, pelo terceiro ano seguido, lutas determinariam qual brand receberia uma seleção, e que 12 lutadores iriam mudar de brands.

## Seleção de lutadores

### Draft televisionado
Durante o Raw, representantes do Raw, ECW, e SmackDown se envolveram em 10 lutas por seleções.

#### Lutas
| #  | Luta                                                                                           | Estipulação                                 | Vencedor                               |
| -- | ---------------------------------------------------------------------------------------------- | ------------------------------------------- | -------------------------------------- |
| 1  | ECW: Evan Bourne vs. Raw: Rey Mysterio                                                         | Luta individual por 1 seleção               | Raw: Mysterio                          |
| 2  | SmackDown: The Brian Kendrick vs. Raw: Kane                                                    | Luta individual por 1 seleção               | Raw: Kane                              |
| 3  | SmackDown: Maryse, Michelle McCool, e Natalya vs. Raw: Kelly Kelly, Melina, Mickie James (Raw) | Luta de trios por 1 seleção                 | SmackDown: McCool, Natalya, and Maryse |
| 4  | Raw: John Cena vs. ECW: Jack Swagger                                                           | Luta individual por 2 seleções              | Raw: Cena                              |
| 5  | SmackDown: The Great Khali vs. Raw: Santino Marella                                            | Luta individual por 1 seleção               | SmackDown: Khali                       |
| 6  | Raw: Kofi Kingston vs. ECW: The Miz                                                            | Luta individual por 1 seleção               | Raw: Kingston                          |
| 7  | Raw: 5 lutadores vs. SmackDown: 5 lutadores vs. ECW: 5 lutadores                               | Battle Royal de 15 lutadores por 2 seleções | SmackDown: Edge                        |
| 8  | ECW: Christian vs. SmackDown: Shelton Benjamin                                                 | Luta individual por 1 seleção               | ECW: Christian                         |
| 9  | SmackDown: CM Punk[C1] vs. Raw: Matt Hardy[D1]                                                 | Luta individual por 1 seleção               | Raw: Hardy                             |
| 10 | ECW: Tommy Dreamer vs. SmackDown: Chris Jericho[C2]                                            | Luta individual por 1 seleção               | SmackDown: Jericho                     |

#### Seleções
| Seleção # | Brand (para) | Empregado (Nome real)                       | Papel    | Brand (de) |
| --------- | ------------ | ------------------------------------------- | -------- | ---------- |
| 1         | Raw          | Montel Vontavious Porter (Alvin Burke, Jr.) | Lutador  | SmackDown  |
| 2         | Raw          | The Big Show (Paul Wight)                   | Lutador  | SmackDown  |
| 3         | SmackDown    | Melina (Melina Perez)                       | Lutadora | Raw        |
| 4         | Raw          | Matt Hardy                                  | Lutador  | SmackDown  |
| 5         | Raw          | Triple H (Paul Levesque)                    | Lutador  | SmackDown  |
| 6         | SmackDown    | CM Punk (Phil Brooks)                       | Lutador  | Raw        |
| 7         | Raw          | The Miz (Mike Mizanin)                      | Lutador  | ECW        |
| 8         | SmackDown    | Kane (Glenn Jacobs)                         | Lutador  | Raw        |
| 9         | SmackDown    | Chris Jericho (Christopher Irvine)          | Lutador  | Raw        |
| 10        | ECW          | Vladimir Kozlov (Oleg Prudius)              | Lutador  | SmackDown  |
| 11        | Raw          | Maryse (Maryse Ouellet)                     | Lutadora | SmackDown  |
| 12        | SmackDown    | Rey Mysterio (Oscar Gutierrez)              | Lutador  | Raw        |

### Draft Suplementar

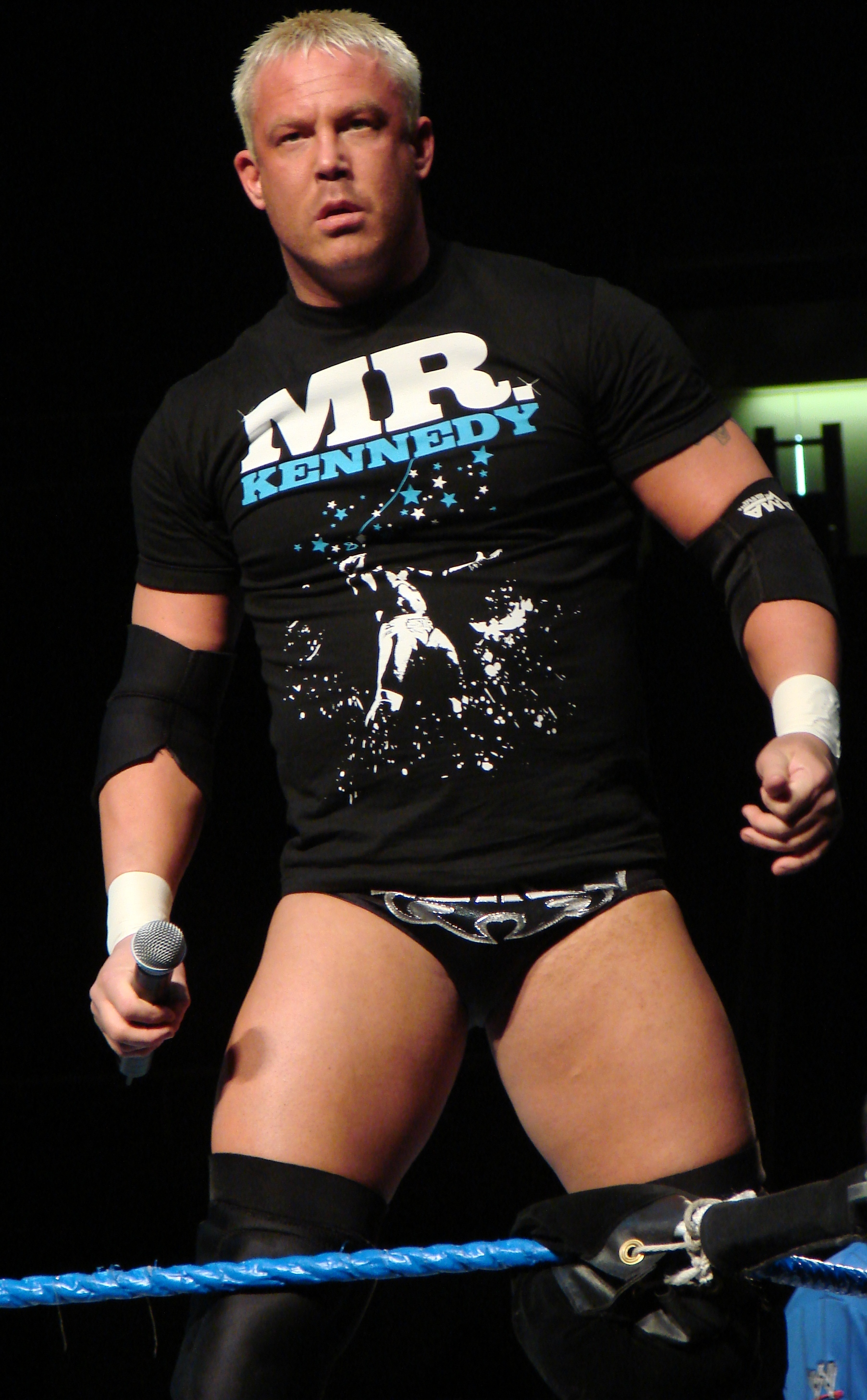
Mr. Kennedy, que foi transferido do SmackDown para o Raw.

| Seleção # | Brand (para) | Empregado (Nome real)                               | Papel    | Brand (de) |
| --------- | ------------ | --------------------------------------------------- | -------- | ---------- |
| 13        | Raw          | Mr. Kennedy (Kenneth Anderson)                      | Lutador  | SmackDown  |
| 14        | SmackDown    | Shad Gaspard                                        | Lutador  | Raw        |
| 15        | SmackDown    | Alicia Fox (Victoria Crawford)                      | Lutadora | ECW        |
| 16        | Raw          | Primo Colon (Eddie Colón)                           | Lutador  | SmackDown  |
| 17        | SmackDown    | Mike Knox (Michael Hettinga)                        | Lutador  | Raw        |
| 18        | ECW          | Ezekiel Jackson (Rycklon Stephens)                  | Lutador  | SmackDown  |
| 19        | Raw          | Nikki Bella (Nicole Garcia)                         | Lutadora | SmackDown  |
| 20        | SmackDown    | Candice Michelle (Candice Michelle Beckman-Ehrlich) | Lutadora | Raw        |
| 21        | ECW          | Zack Ryder (Matthew Cardona)                        | Lutador  | SmackDown  |
| 22        | Raw          | Chavo Guerrero (Salvador Guerrero IV)               | Lutador  | SmackDown  |
| 23        | SmackDown    | Ricky Ortiz (Richard Young)                         | Lutador  | ECW        |
| 24        | SmackDown    | Layla (Layla El)                                    | Lutadora | Raw        |
| 25        | Raw          | Hornswoggle (Dylan Postl)                           | Lutador  | ECW        |
| 26        | Smackdown    | David Hart Smith (Harry Smith)                      | Lutador  | ECW        |
| 27        | SmackDown    | John Morrison (John Hennigan)                       | Lutador  | ECW        |
| 28        | Raw          | Carlito (Carly Colón)                               | Lutador  | SmackDown  |
| 29        | Smackdown    | Natalya (Nattie Neidhart)                           | Lutadora | ECW        |
| 30        | Raw          | Festus (Drew Hankinson)                             | Lutador  | SmackDown  |
| 31        | SmackDown    | JTG (Jayson Paul)                                   | Lutador  | Raw        |
| 32        | SmackDown    | Dolph Ziggler (Nick Nemeth)                         | Lutador  | Raw        |
| 33        | Raw          | The Brian Kendrick                                  | Lutador  | SmackDown  |
| 34        | SmackDown    | Charlie Haas                                        | Lutador  | Raw        |
| 35        | ECW          | Hurricane Helms (Gregory Helms)                     | Lutador  | SmackDown  |
| 36        | Raw          | Brie Bella (Brianna Garcia)                         | Lutadora | SmackDown  |

## Resultados
Após o draft televisionado, Joey Styles entrevistou os transferidos. Os lutadores, em sua maioria, expressaram contentamento e vontade de competir no novo programa. Sete dos lutadores eram campeões, e levaram seus títulos para a nova brand; isso afetou sete dos nove títulos. Os campeões transferidos foram: Unified WWE Tag Team Championship|Campeões Unificados de Duplas The Colóns (Carlito e Primo), Campeão dos Estados Unidos Montel Vontavious Porter, Campeão da WWE Triple H, e Campeã das Divas Maryse do SmackDown para o Raw; Campeã Feminina Melina e Campeão Intercontinental Rey Mysterio do Raw para o SmackDown. Já que Triple H foi transferido para o Raw, SmackDown ficou sem seu título mundial. Quando Rey Mysterio e M.V.P trocaram de programas, os dois títulos secundários também o fizeram, pela primeira vez na história.
Diversas duplas foram afetadas pelo Draft. Durante o draft televisionado, a dupla da ECW John Morrison e The Miz foi separada. The Miz foi transferido para o Raw e Morrison para o SmackDown. As Bella Twins (Brie e Nikki), Cryme Tyme (Shad e JTG), e The Colóns se separaram por instantes durante o draft sumplementar, mas logo ficaram nos mesmos programas. Duplas do SmackDown Jesse e Festus e Curt Hawkins e Zack Ryder também foram separadas, com Festus sendo transferido para o Raw e Ryder para a ECW.

## Rodapé
- A:A1  – Além dos Estados Unidos, Raw é exibido em diversos países em diferentes canais.[8]
- B:B1  – Apesar da WWE dizer que o Draft é aleatório, os resultados são pré-determinados.[9]
- C:C1 C2  – CM Punk & Chris Jericho, originalmente do Raw, foram transferidos para o SmackDown antes de suas lutas.
- D:D1  – Matt Hardy, originalmente do SmackDown, foi transferido para o Raw antes de sua luta.